# Falleron
Falleron település Franciaországban, Vendée megyében. Lakosainak száma 1704 fő (2022. január 1.). Falleron Touvois, Froidfond, Grand’Landes, Saint-Christophe-du-Ligneron és Saint-Paul-Mont-Penit községekkel határos.

## Népesség
A település népességének változása:
| Lakosok száma | 1532 | 1553 | 1604 | 1598 | 1617 | 1637 | 1667 | 1683 | 1704 |
|               | 2013 | 2015 | 2016 | 2017 | 2018 | 2019 | 2020 | 2021 | 2022 |